# Antônio Olinto
Antônio Olinto là một đô thị thuộc bang Paraná, Brasil. Đô thị này có diện tích 469,755 km², dân số năm 2007 là 7725 người, mật độ 15,3 người/km².